# Mads André Hansen
Mads André Hansen (Drammen, 2 febbraio 1984) è un ex calciatore norvegese, di ruolo centrocampista.

## Carriera

### Club
Hansen iniziò la carriera con le maglie di Lier e Strømsgodset.
Si trasferì in seguito al Mjøndalen, per cui in seguito riuscì a giocare anche in Adeccoligaen. Debuttò in questa divisione il 5 aprile 2009, giocando titolare nella sconfitta per uno a zero contro il Nybergsund-Trysil. Il 6 settembre 2009 segnò la prima rete in Adeccoligaen, nel successo per tre a uno sul Tromsdalen. Il 25 ottobre realizzò una rete contro lo Hønefoss, partendo dalla propria metà campo e scartando gli avversari in dribbling, ricordando la rete di Diego Armando Maradona ai danni dell'Inghilterra al campionato del mondo 1986. Da qui, si guadagnò il soprannome Maradona-Hansen.
Il 19 gennaio 2011 fu ufficializzato il suo trasferimento al Fredrikstad. Debuttò nella Tippeligaen il 21 marzo 2011, sostituendo Alex Valencia e segnando la rete del definitivo due a uno inflitto allo Aalesund. Il 31 gennaio 2013, tornò al Mjøndalen.

### Dopo il ritiro
Nel maggio 2018, Hansen rilasciò il singolo "Sommerkroppen". Il singolo riscosse un enorme successo in Norvegia, diventando il singolo più rapido di sempre ad ottenere il disco d'oro nel paese scandinavo . Inoltre, il singolo vinse lo Spellemannprisen 2018 come canzone dell'anno.